# Горопевшек, Миха
Миха Горопевшек (словен. Miha Goropevšek; род. 12 марта 1991, Целе) — словенский футболист, защитник

## Биография
Футболом начал заниматься в 6 лет. Первый тренер — Яни Жильник. Первоначально играл на позиции нападающего, в дебютном для Михи матче его команда выиграла со счётом 4:0, а он забил все четыре мяча, однако впоследствии тренеры, учтя его рост, перевели Горопевшека в центр защиты.
Воспитанник клуба «Симер Шампион» (Целе), в котором начал карьеру игрока в 2011 году, всего за клуб из родного города провёл 66 матчей и забил 3 мяча во Второй лиге Словении. Летом 2014 перешёл в «Легионовию» из Второй лиги Польши, за сезон в которой в 17 играх отметился одним голом, при этом сыграл только в первой части сезона, поскольку затем получил сложную травму руки и был вынужден лечиться, в итоге только весной начав активно тренироваться.
7 августа 2015 официально пополнил ряды «Волыни», с которой до этого прошёл сборы в Турции. Дебютировал в составе луцкой команды в тот же день в домашнем матче Премьер-лиги против харьковского «Металлиста», выйдя с первых минут встречи в стартовом составе. После дебюта в чемпионате Украины Горопевшеку позвонил из Словении его бывший тренер и попросил обратиться к молодым воспитанникам клуба «Симер Шампион», поскольку для города и клуба его выступления в высшей футбольной лиге Украины являются большим успехом. В письме Миха обратился к юным игрокам, которым посоветовал, чтобы они тренировались и не теряли веры в себя, поскольку для них открыты горизонты для будущих успехов. 7 мая 2016 года забил первый гол за лучан на 81-й минуте домашнего поединка против «Днепра».
В марте 2021 года подписал контракт с одесским «Черноморцем».

## Семья
Семья Михи живёт в городке Вранско, находящемся в 20 километрах от Целе. Его старший брат играл в баскетбол, выступал в юношеских сборных Словении, но затем завершил спортивную карьеру, выбрав учёбу. Женат на Валерии Кравченко. Есть дочь Фелисия.

## Статистика
| Клуб          | Лига         | Сезон   | Чемпионат | Чемпионат | Кубок | Кубок | Дубль | Дубль |
| Клуб          | Лига         | Сезон   | Игры      | Голы      | Игры  | Голы  | Игры  | Голы  |
| ------------- | ------------ | ------- | --------- | --------- | ----- | ----- | ----- | ----- |
| Симер Шампион | Вторая лига  | 2011/12 | 17        | 0         |       |       |       |       |
| Симер Шампион | Вторая лига  | 2012/13 | 25        | 1         |       |       |       |       |
| Симер Шампион | Вторая лига  | 2013/14 | 24        | 2         |       |       |       |       |
| Легионовия    | Вторая лига  | 2014/15 | 17        | 1         |       |       |       |       |
| Волынь        | Премьер-лига | 2015/16 | 12        | 1         | 4     | 0     | 4     | 1     |